# 清化府
清化府，是明代交阯承宣布政使司下轄的一個府，明永樂五年（1407年）属交趾布政司。治所在古藤县（今越南清化省弘化县）。辖境相当今越南中部清化省地。宣德二年（1427年）以后地入安南。
領四州；直辖古藤县（古滕县）、古弘县、东山县、古雷县、永宁县、安定县、梁江县，清化州下辖俄乐县、细江县、安乐县、磊江县四县，爱州下辖河中县、统宁县、宋江县、支俄县四县，九真州下辖古平县、结悦县、缘觉县、农贡县四縣，另有葵州。

明代交阯承宣布政使司

## 沿革
- 明永樂五年六月癸未（1407年7月5日）置清化府，領州三縣十九。
- 永樂十三年八月二十三日丁亥（1415年9月25日），废除古弘县、河中县、统宁县、结悦县、缘觉县五县，領州三縣十四。
- 永樂十五年（1417年）正月庚戌，演州府的葵州来属，領州四縣十四。
- 永樂十七年九月十三日乙卯（1419年10月2日），废除安定县、梁江县、东山县、安乐县、俄乐县、磊江县、宋江县、农贡县八县，領州四縣六。
- 宣德二年（1427年）十一月，明军撤退，废除清化府。